# Periander

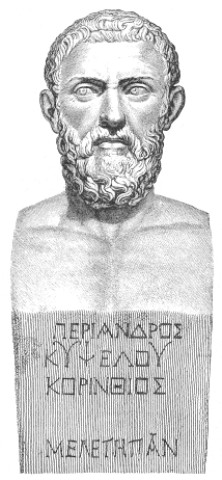
Periander (ΠΕΡΙΑΝΔΡΟΣ ΚΥΨΕΛΟΥ ΚΟΡΙΝΘΙΟΣ ΜΕΛΕΤΗ ΠÃΝ - Periander Kypselos’ [Sohn] Korinther - Bedenke alles)

Periander (altgriechisch Περίανδρος (τοῦ Κυψέλου) ὁ Κορίνθιος Períandros (toú Kypsélou) ho Korínthios, deutsch ‚Periandros (des Kypselos Sohn) der Korinther‘, lateinisch Periander; † 583 v. Chr.) war seit etwa 628 v. Chr. Tyrann von Korinth. Er zählte zu den sieben Weisen, wurde jedoch später durch Myson aus Chenai ersetzt. Er war der Sohn des Kypselos und der Kratea.

## Der Tyrann
Periander galt als Prototyp des Tyrannen, hart, aber weitsichtig. Unter seiner Herrschaft entwickelte sich Korinth zu wirtschaftlicher und kultureller Blüte. Er plante angeblich den Kanal von Korinth, schuf eine starke Flotte und sorgte durch weitreichenden Handel und kriegerische Erfolge (Eroberung von Epidauros, Korkyra) zur größten Geltung von Korinth in der Antike. Zu seinen gesetzgeberischen Erfolgen zählte die Zuteilung von Land an arme Bauern, Arbeitsbeschaffungsmaßnahmen, Luxusgesetze und Verbot des Sklavenerwerbs. Im Streit zwischen Mytilene und Athen um Sigeion wurde Periander als Richter berufen. Er entschied den Streit zugunsten Athens.
Zu Perianders Zeit soll Arion von Lesbos in Korinth angekommen sein und eine Zeit lang an seinem Hof gelebt haben.

## Der Rat des Thrasybulos
Im V. Buch seiner Historien berichtet Herodot, dass Periander, kurz nachdem er den Thron in Korinth bestiegen hatte, Thrasybulos von Milet, einen erfahreneren Tyrannen um Rat fragen ließ, wie man sich am geschicktesten an der Macht hält. Dieser soll, während der Bote des Periander ihm dessen Bitte vorbrachte, über ein Weizenfeld spaziert sein und die aus der Masse in ihrer Höhe herausragenden Ähren ausgerissen haben. Sonst aber erhielt der Gesandte keine Antwort. Wieder in Korinth angekommen, berichtete er seinem Herrn von dem, wie er meinte, ergebnislosen Treffen mit dem Herrscher von Milet. Aber Periander hatte die Botschaft verstanden und ließ alle herausragenden Persönlichkeiten des von ihm regierten Gebietes ermorden.

## Die Verwandlung
Anfangs soll Periander ein friedlicher Herrscher gewesen sein. Parthenios von Nicaea berichtet, dass sich seine Mutter Kratea in ihn verliebte und sich des Nachts im Dunkeln zu ihm schlich, ihn verführte und vor dem Sonnenaufgang wieder verschwand. So blieb Periander ihre Identität eine Zeit lang verborgen. Eines Tages, als seine Mutter sich wieder zu ihm legte, entzündete er eine Lampe und entdeckte, dass seine Mutter seine Geliebte war. Anfangs wollte er sie töten, ließ jedoch von seinem Vorhaben ab. Doch seit dieser Zeit verwandelte er sich in einen gewalttätigen und grausamen Herrscher.

## Die Familie
Periander heiratete Lyside („Melissa“), die Tochter des Prokles, des Tyrannen von Epidauros und Eristheneia, die Tochter des arkadischen Königs Aristokrates und Schwester des Aristodemos. Mit ihr zeugte er zwei Söhne, Kypselos, benannt nach Perianders Vater Kypselos, Lykophron und eine Tochter, deren Name nicht überliefert wurde. 
Periander war für den Tod seiner Frau Melissa verantwortlich, doch Diogenes Laertios berichtete zwei Versionen ihres Todes. Entweder tötete Periander seine schwangere Frau durch Tritte in den Bauch oder durch den Wurf eines Stuhles. Seinen Kindern gegenüber schwieg er zu diesem Thema. Es wurde ebenfalls berichtet, Periander habe sich nach dem Tod an seiner Frau vergriffen und „sein Brot im kalten Ofen gebacken“.
Jahre später erfuhr Perianders jüngerer Sohn Lykophron von Prokles, seinem Großvater mütterlicherseits, dass sein Vater der Mörder seiner Mutter war. Er brach daraufhin mit Periander, der darüber so verzweifelt war, dass er ein Gesetz erließ, das besagte, niemand dürfe mehr mit seinem Sohn reden. Doch bereits am vierten Tag war er selbst nicht mehr in der Lage sein eigenes Gesetz zu befolgen und unternahm einen erneuten Versöhnungsversuch. Sein Sohn war unversöhnlich und warf dem Vater vor, er sei unfähig sein eigenes Gesetz zu befolgen. Erzürnt ließ Periander seinen Sohn mit dem Schiff nach Korfu (damalige Bezeichnung: Korkyra) bringen, um ihn nicht mehr sehen zu müssen. Da er Prokles die Schuld an dem Zerwürfnis gab, zog Periander gegen Epidauros, eroberte es und nahm Prokles gefangen.
Im Alter wurde klar, dass sein älterer Sohn, Kypselos, nicht die geistigen Fähigkeiten mitbrachte, um die Nachfolge anzutreten. Eine Versöhnung mit Lykophron wurde daher notwendig, um seine Dynastie zu erhalten. Doch auch der Versuch Lykophron durch seine Schwester von der Rückkehr zu überzeugen, schlug fehl. Der Sohn wollte nicht in derselben Stadt wohnen wie sein Vater, sondern verlangte, dieser möge sich nach Korfu zurückziehen, wenn er in Korinth regieren solle.
Aus Hass auf Periander, sowie aus Angst vor seiner Ankunft, töteten die Bewohner von Korfu Lykophron, um das Eintreffen seines Vaters zu verhindern. Um den Tod seines Sohnes zu rächen, ließ Periander 300 Söhne vornehmer Bürger von Korfu zu Alyattes II. nach Sardes bringen, um sie dort kastrieren zu lassen. Als sie jedoch auf Samos landeten, wurden sie von den Samiern befreit. Da es Periander nicht gelungen war, einem direkten Nachfolger sein Reich zu übergeben, trat sein Neffe seine Nachfolge an und wurde der letzte Tyrann von Korinth.
Dies steht im Einklang mit der Weissagung, die Perianders Vater Kypselos vom Orakel von Delphi erhalten hatte: Kypselos, Sohn von Eëtion, hatte sich das Orakel an ihn gewendet, dessen Kinder über das noble Korinth herrschen werden, nicht aber dessen Kindeskinder.

## Gnome
Von Periander sind folgende Gnomen überliefert (Übersetzung von Bruno Snell):
Periander, Sohn des Kypselos, aus Korinth sprach (Περίανδρος Κυψέλου Κορίνθιος ἔφη):
01. Habe das Ganze im Sinn. Μελέτη τὸ πᾶν.
02. Ruhe ist schön. Καλὸν ἡσυχία.
03. Voreiligkeit ist gefährlich.
06. Demokratie ist besser als Tyrannei. Δημοκρατία κρεῖττον τυραννίδος.
07. Die Lüste sind vergänglich, die Tugenden unsterblich. Αἱ μὲν ἡδοναὶ θνηταί, αἱ δ᾿ ἀρεταὶ ἀθάνατοι.
08. Im Glück sei maßvoll, im Unglück besonnen. Εὐτυχῶν μὲν μέτριος ἴσθι, ἀτυχῶν δὲ φρόνιμος.
10. Zeig dich wert deiner Eltern.
11. Such für das Leben Lob, für den Tod Preis. Ζῶν μὲν ἐπαινοῦ, ἀποθανὼν δὲ μακαρίζου.
12. Deinen Freunden sei in ihrem Glück und Unglück der gleiche. Φίλοις εὐτυχοῦσι καὶ ἀτυχοῦσιν ὁ αὐτὸς ἴσθι.
14. Plaudere keine Geheimnisse aus. Λόγων ἀποῤῥήτων ἐκφορὰν μὴ ποιοῦ.
15. Schimpfe so, dass du schnell wieder Freund werden kannst. Λοιδοροῦ ὡς ταχὺ φίλος ἐσόμενος.
16. Halte dich an alte Gesetze, aber an frische Speisen. Τοῖς μὲν νόμοις παλαιοῖς χρῶ, τοῖς δ᾿ ὄψοις προσφάτοις.